# Anabas cobojius
Anabas cobojius е вид лъчеперка от семейство Anabantidae.

## Разпространение
Видът е разпространен в Бангладеш, Индия и Непал.

## Описание
На дължина достигат до 30 cm.